# Bill Reid
William Ronald Reid, noto come Bill Reid (Victoria, 12 gennaio 1920 – Vancouver, 13 marzo 1998), è stato un artista canadese il cui lavoro include opere di gioielleria, sculture e dipinti.

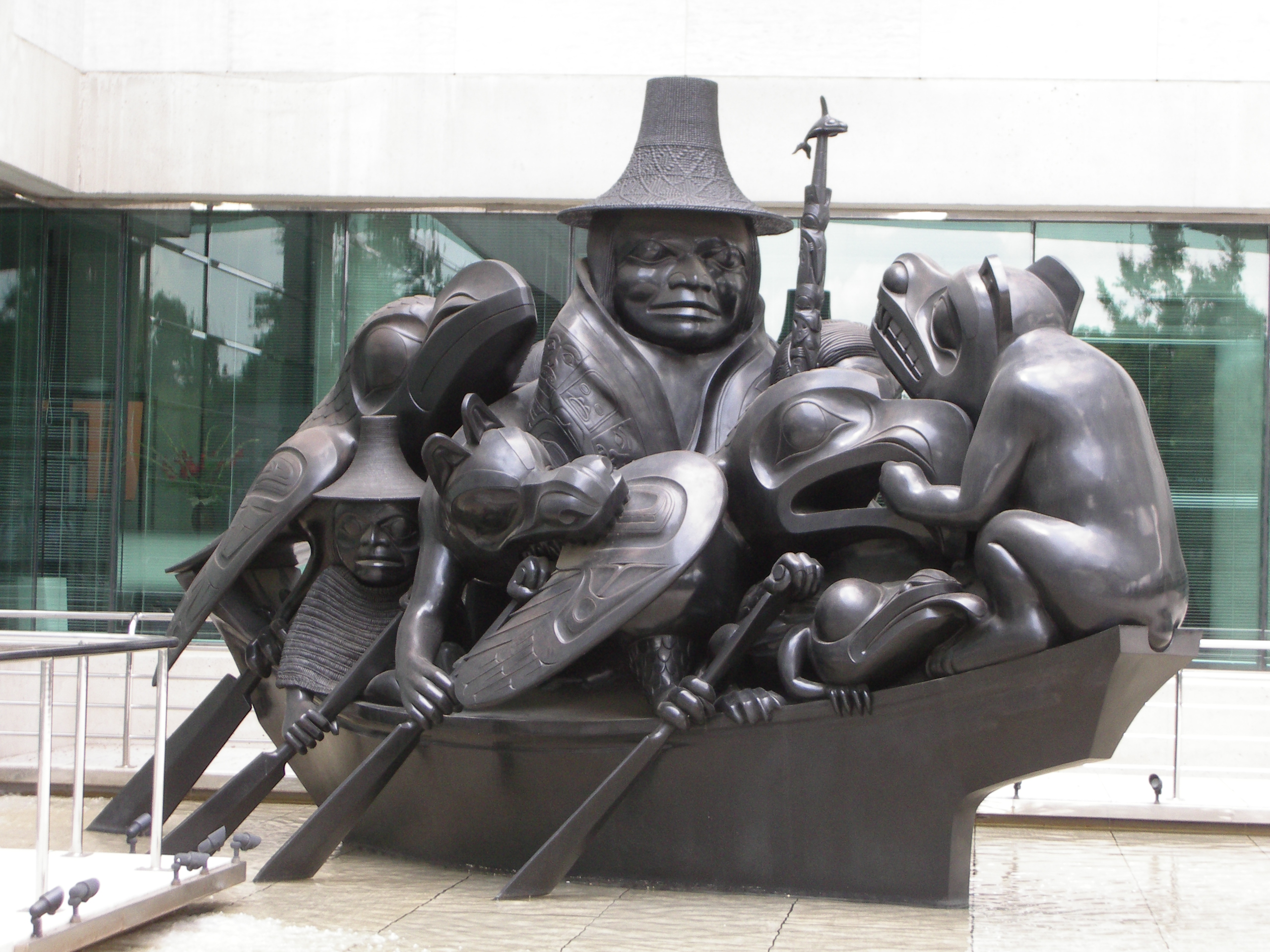
The Spirit of Haida Gwaii

Il padre aveva origini europee, mentre la madre apparteneva al popolo Haida, una delle Prime nazioni della Columbia Britannica, sulla costa pacifica del Canada. Iniziò a imparare a creare gioielli dal padre di sua madre, il quale aveva a sua volta imparato da Charles Edenshaw,  un artista di grande fama. Sviluppò un vivo interesse per la cultura Haida mentre si trovava a Toronto, dove studiava gioielleria e lavorava come annunciatore alla radio.
Nel 1951 rientrò a Vancouver, dove si interessò fortemente all'arte di Edenshaw, lavorando per comprenderne i significati simbolici, la maggior parte dei quali erano andati persi come molte delle tradizioni Haida. In questo periodo si dedicò anche al recupero di opere e manufatti dei nativi, come i tipici totem intricatamente intagliati nei tronchi degli alberi, e che stavano ammuffendo abbandonati nei villaggi. Collaborò alla ricostruzione di uno di questi villaggi, che ora si trova al Museo dell'Antropologia dell'Università della Columbia Britannica a Vancouver.
Iniziò a creare gioielli dalle forme tradizionali, ma con metodi e materiali moderni, quali oro, argento e argillite, prima di allargare le proprie attività nella creazione di più grandi statue di bronzo, legno di cedro rosso. Le sue opere ritraggono solitamente figure animali e umane, scene della mitologia Haida. La sua arte ha quindi un forte aspetto di conservazione della cultura nativa.
Non appena fu possibile, Reid fece richiesta per essere riconosciuto appartenente all'etnia dei nativi americani. Prima che la legge cambiasse, non era possibile che i figli di madre nativa americana e padre di origini europee potessero essere riconosciuti come nativi.
Le sue opere più famose ed imponenti sono tre magnifiche statue di bronzo. Due di queste rappresentano una canoa piena di figure animali ed umane. The Spirit Of Haida Gwaii, nera, si trova all'ambasciata canadese di Washington, DC. The Jade Canoe, verde, si trova all'Aeroporto Internazionale di Vancouver. La terza statua rappresenta un'orca nell'atto di saltare, si intitola The Chief Of The Undersea World e si trova davanti all'entrata del Vancouver Aquarium. Copie in gesso di queste sculture si trovano al Canadian Museum of Civilization di Ottawa.
Reid partecipò alle manifestazioni del blocco di traffico nelle strade che passano attraverso i boschi, che contribuirono a salvare le foreste pluviali di Gwaii Haanas National Park Reserve and Haida Heritage Site. In questo periodo sospese anche il suo lavoro sulla scultura che si trova a Washington, in segno di protesta per la distruzione delle foreste di Haida Gwaii (ovvero le Isole Regina Carlotta).
Per un periodo si trasferì a Londra, per approfondire lo studio dell'oreficeria, rientrando successivamente a Vancouver.
Reid ricevette molti riconoscimenti, tra cui alcune lauree ad honoris causa dall'Università della Columbia Britannica, Università di Toronto, Università di Victoria, Università dell'Ontario dell'Ovest, Università di York e Università di Trent. Nel 1994 ricevette il National Aboriginal Achievement Award e fu reso membro dell'Ordine della Columbia Britannica (OBC) e dell'Ordre des Arts et des Lettres francese.
Dopo aver dedicato l'ultima parte della sua vita alla creazione di nuovi lavori, Bill Reid morì nel 1998 a causa della malattia di Parkinson. Nel luglio del 1998 amici e parenti di Reid portarono le sue ceneri a Tanu Island, dove si trovava il villaggio di sua madre, dopo un viaggio di due giorni lungo la costa della Columbia Britannica, a bordo della grande canoa di cedro che Reid aveva intagliato per l'Expo 1986.
Sulle banconote canadesi da 20 dollari appaiono due suoi lavori: The Spirit of Haida Gwaii e The Raven And The First Men.
La Bill Reid Art Gallery di Vancouver espone una collezione di opere di Bill Reid, in particolare dei bellissimi gioielli da lui creati.

## Galleria d'immagini

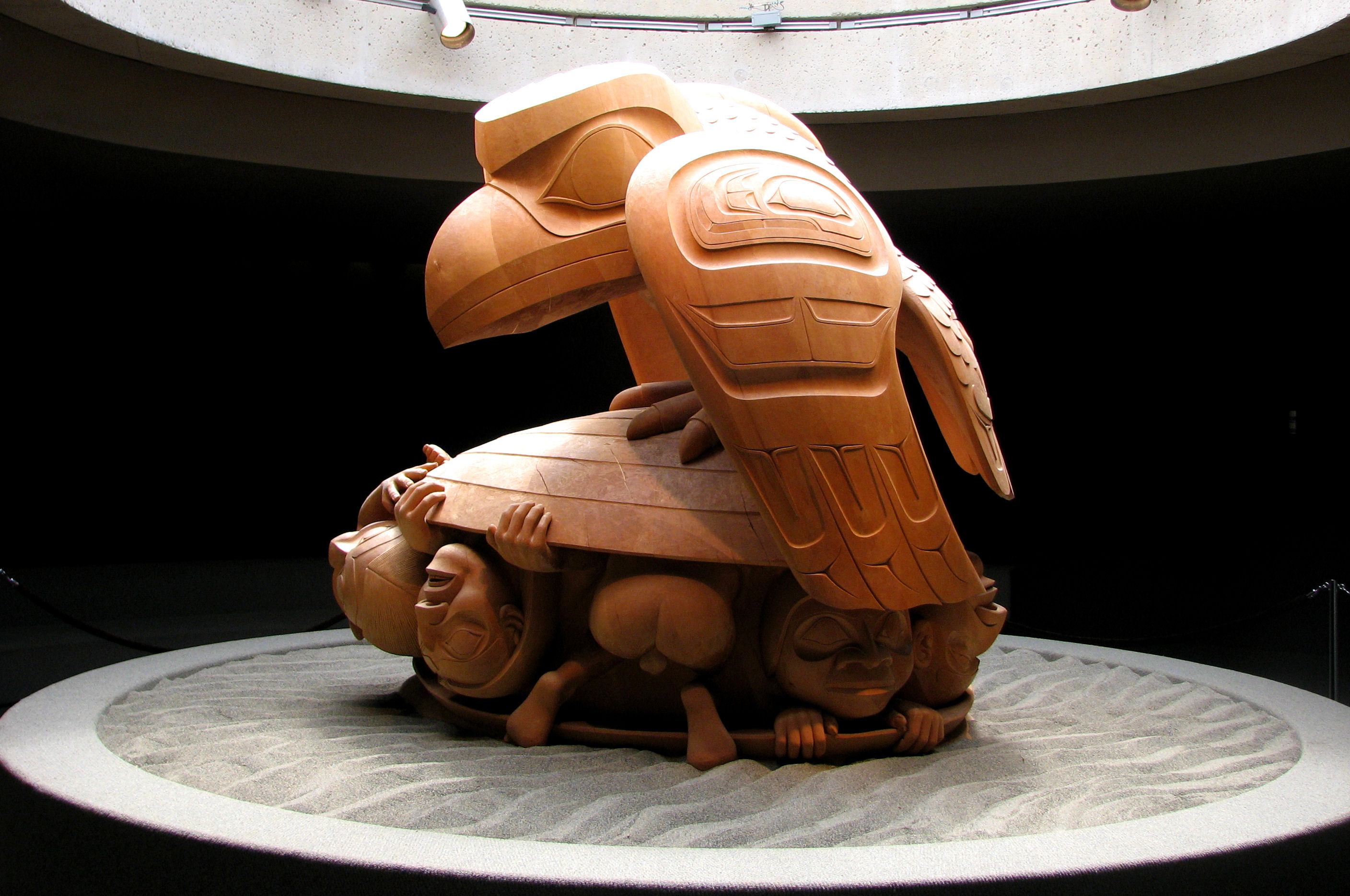
The Raven and The First Men
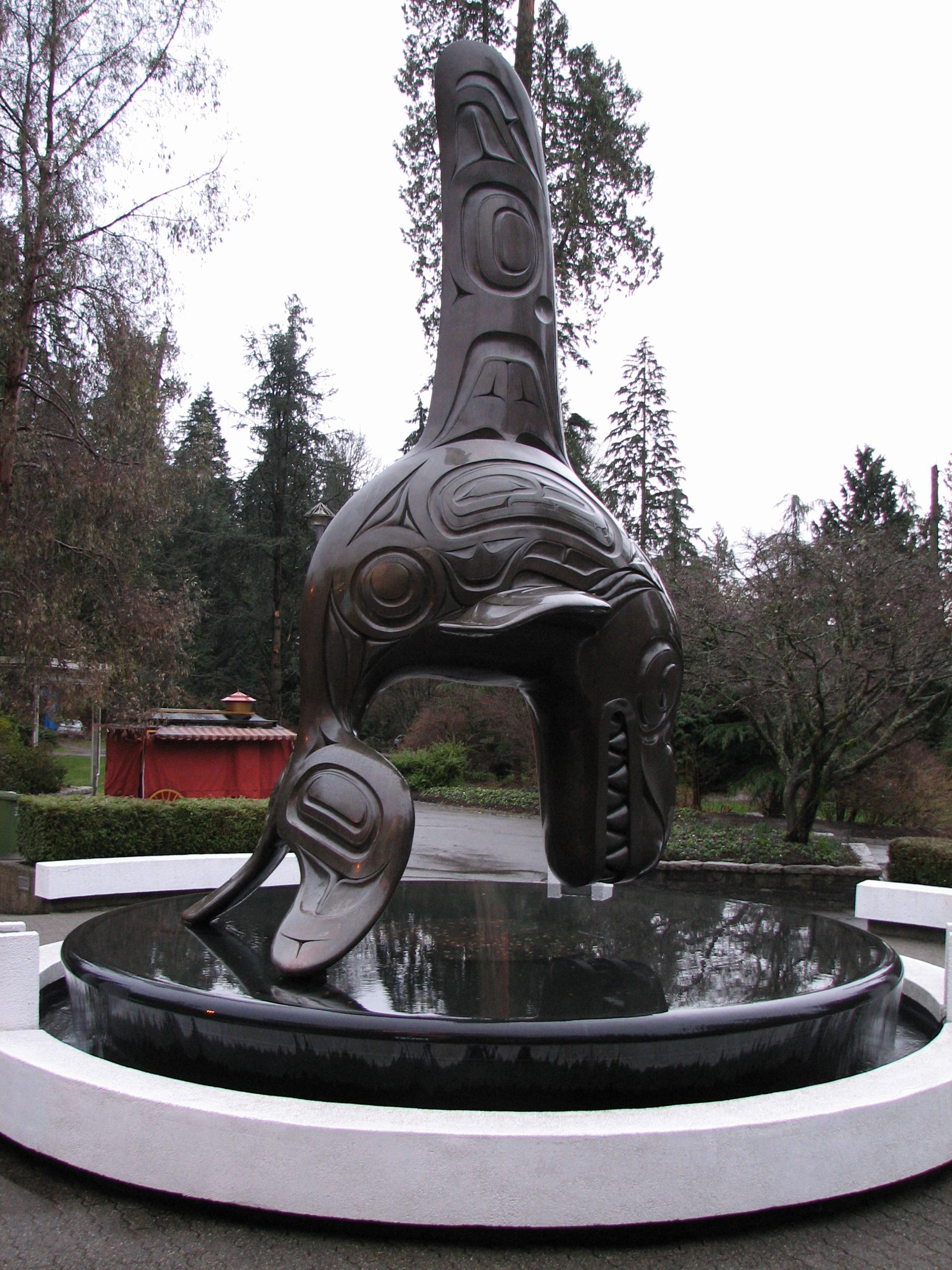
The Chief of The Undersea World
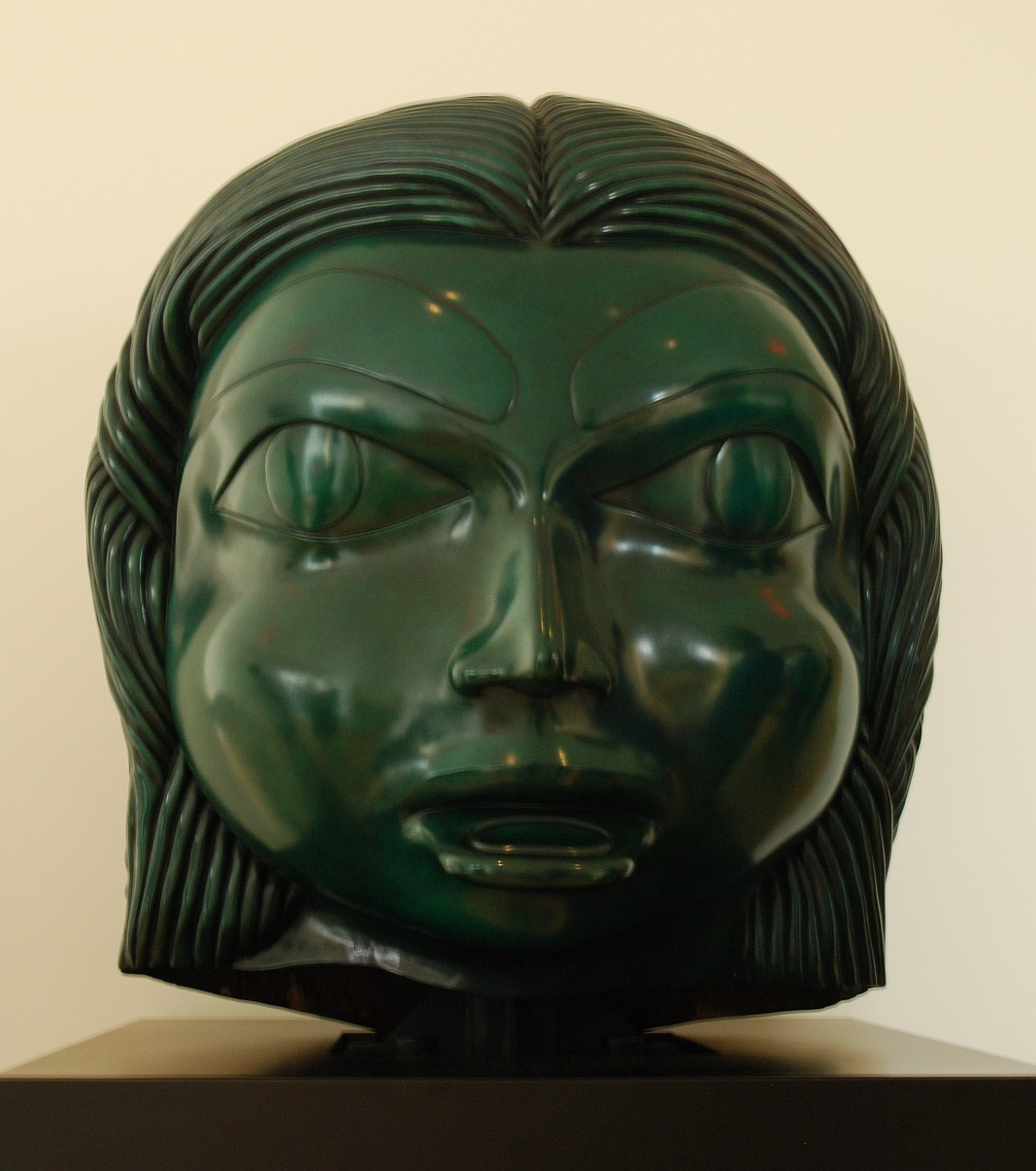
Bear Mother
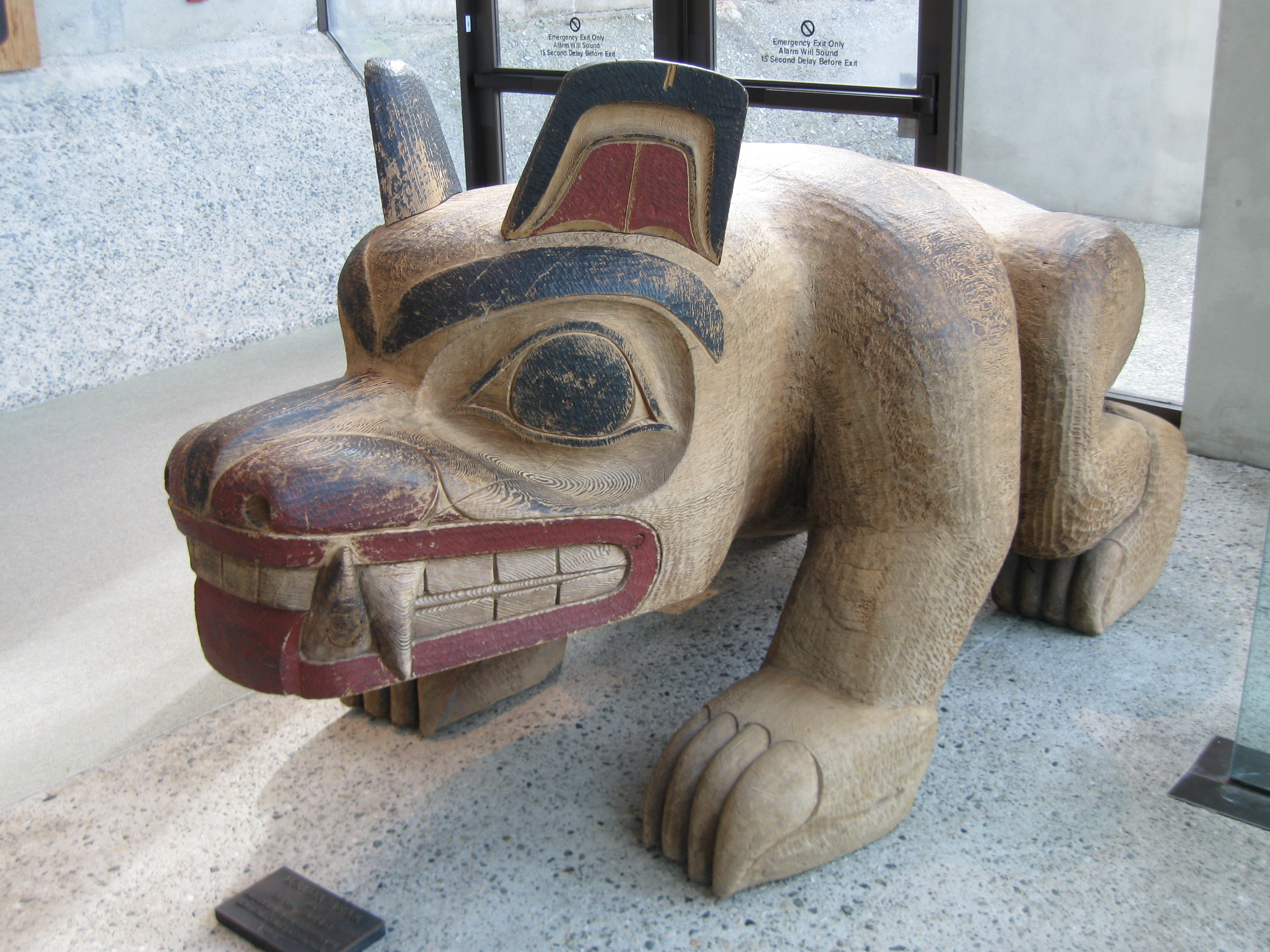
Haida bear